# Nicu Vlad
Nicolae "Nicu" Vlad (1º de novembro de 1963 em Piscu, Galaţi, Romênia) é um campeão mundial e olímpico em halterofilismo.
Nicu Vlad inicialmente competiu por sua terra natal, a Romênia, mas depois se mudou para a Austrália. Vlad competiu pela Austrália nos campeonatos mundiais de 1993 e 1994, mas competiu pela Romênia nos Jogos Olímpicos de 1996.
Ganhou ouro nos Jogos Olímpicos de 1984, que contou como Campeonato Mundial de Halterofilismo também, na categoria até 90 kg, prata em 1988, na categoria até 100 kg e bronze em 1996, na categoria até 108 kg. Foi três vezes campeão, três vice-campeão mundial, além de um bronze. Foi por duas vezes campeão e quatro vice-campeão europeu; nos Jogos da Commonwealth de 1994 ele ganhou ouro na categoria até 108 kg. Nicu Vlad ainda terminou em quarto lugar nos Jogos Olímpicos de Verão 1992, na categoria até 110 kg.
Vlad definiu um recorde mundial no arranque no Campeonato Mundial de 1986 — 200,5 kg —, na categoria até 100 kg.
No campeonato mundial de 1993, após a reestruturação das classes de peso (ver também: recordes mundiais do halterofilismo) ele definiu um recorde mundial no arranque — 190 kg —, na categoria até 99 kg, mas não completou a prova.
Em 2006 foi eleito para o Weightlifting Hall of Fame.